# Hellmuth Marx
Hellmuth Marx (Linz, 17 juni 1915 – Lienz, 1 januari 2002) was een Oostenrijkse beeldhouwer.

## Biografie
Marx is in Linz geboren als de jongste van vijf kinderen. Zijn vader Viktor Marx (1870-1928), een officier van het Oostenrijks-Hongaarse rijk, was afkomstig van Graz. Zijn moeder Clara Pichler (1876-1948) kwam uit Oberdrauburg in Karinthië, waar haar familie het restaurant "Gasthof Post" uitbaatte. Marx ging voor zijn middelbare studies naar het Maria-instituut van Graz van 1926 tot 1933. Zijn privéopleiding volgde hij bij katholieke geestelijken, die zeer open stonden voor sport en kunst.
Marx vervolgde in 1933 zijn studie aan de Technologische Universiteit van Graz. Hij volgde er zeven termijnen architectuur en was daarnaast ingeschreven aan de Styrian kunstschool, met als professoren Daniel Pauluzzi, Alfred Wickenburg en Fritz Silberbauer. Zeer waarschijnlijk woonde hij ook lessen bij voor het bewerken van hout en steen bij Wilhelm Gösser, zoon van de beeldhouwer Hans Brandstetter, die verschillende monumenten realiseerde voor de stad Graz.
Marx werd 1938/1939 voor zijn legerdienst opgeroepen in Klagenfurt en vervolgens naar her front aan de Noorse zee gestuurd. De oorlogsomstandigheden brachten hem in Lapland (een vroegere provincie van Finland), Finland en Noorwegen tot bij Narvik. Hij onderbrak zijn militaire dienst van 1939 tot januari 1940, zodat hij aan het toelatingsexamen van de Academie voor Schone Kunsten in Wenen kon deelnemen. Hij slaagde en kreeg de toestemming om voor zijn studies een sabbatsjaar te nemen gedurende de winter 1941/1942.
Na de Tweede Wereldoorlog keerde hij terug naar Wenen en vervolgde hij zijn opleiding tot beeldhouwer met Josef Müllner in de Academie voor Schone Kunsten in Wenen. In 1948 woonde hij in Heiligenblut/Großglockner bij zijn moeder en zijn twee zusters. Vanaf 1948 werkte hij als zelfstandige. Na jaren van heen en weer reizen, vestigde hij zich definitief in Oberdrauburg. Hij leefde en werkte in het familiehuis "Stainernhaus" op het stadsplein. Marx was gekend als een bescheiden, introverte en steeds beleefde man. Zijn werk weerspiegelt meer zijn persoonlijkheid dan de publieke belangstelling. Misschien was hij door zijn omgeving minder gewaardeerd als kunstenaar maar meer als een zeer bekwame vakman, die graag hielp bij het herstellen van gelijk welke voorwerpen in gelijk welk materiaal.
Zijn medewerking aan het esthetisch aspect van de stad Oberdrauburg alsook aan de gebouwen en de huizen is aanzienlijk. Hij stierf op 1 januari 2002 in Lienz.

## Zijn werk
Marx creëerde voornamelijk beeldhouwwerken maar ook schilderijen van het menselijk lichaam als het voornaamste onderwerp. Gedurende zijn loopbaan verwezenlijkte hij (naakt) tekeningen en schilderijen. Veel van zijn aquarellen en olieverfschilderijen, de laatste meestal op houtvezel maar ook op doek, zijn bewaard gebleven. Later beoefende hij ook de fotografie. De negatieven van zijn foto’s, de portretten incluis, zijn verloren gegaan.
Wat zijn stijl betreft, ging Marx meer in de richting van het neoclassicisme van de jaren 20 en 30. Hij bleef trouw aan zijn stijl niettegenstaande de opkomende Avant Garde. Hij creëerde verschillende beeldhouwwerken voor de stad Oberdrauburg, waaronder een fontein met het beeld van een bourgeoise in traditionele streekklederdracht die de kroon van de stad houdt. De beelden van Marx zijn meestal in marmer, klei, graniet, zandsteen en gips uitgevoerd. Hij verkoos nochtans hout. Als de rij grote bomen, die het zicht op de grote plaats van Oberdrauburg kenmerken, geveld waren, werden deze gebruikt voor verschillende houtsnijwerken en houten beelden.
Marx nam deel aan tentoonstellingen in het Künstlerhaus Klagenfurt. Zijn beeld "Mutter und Kind" bevindt zich in het 21er Haus, Museum van Hedendaagse Kunst van het Belvedere te Wenen. Een groot deel van Marx werk bestond in de restauratie van gewijde gebouwen.

## Galerij

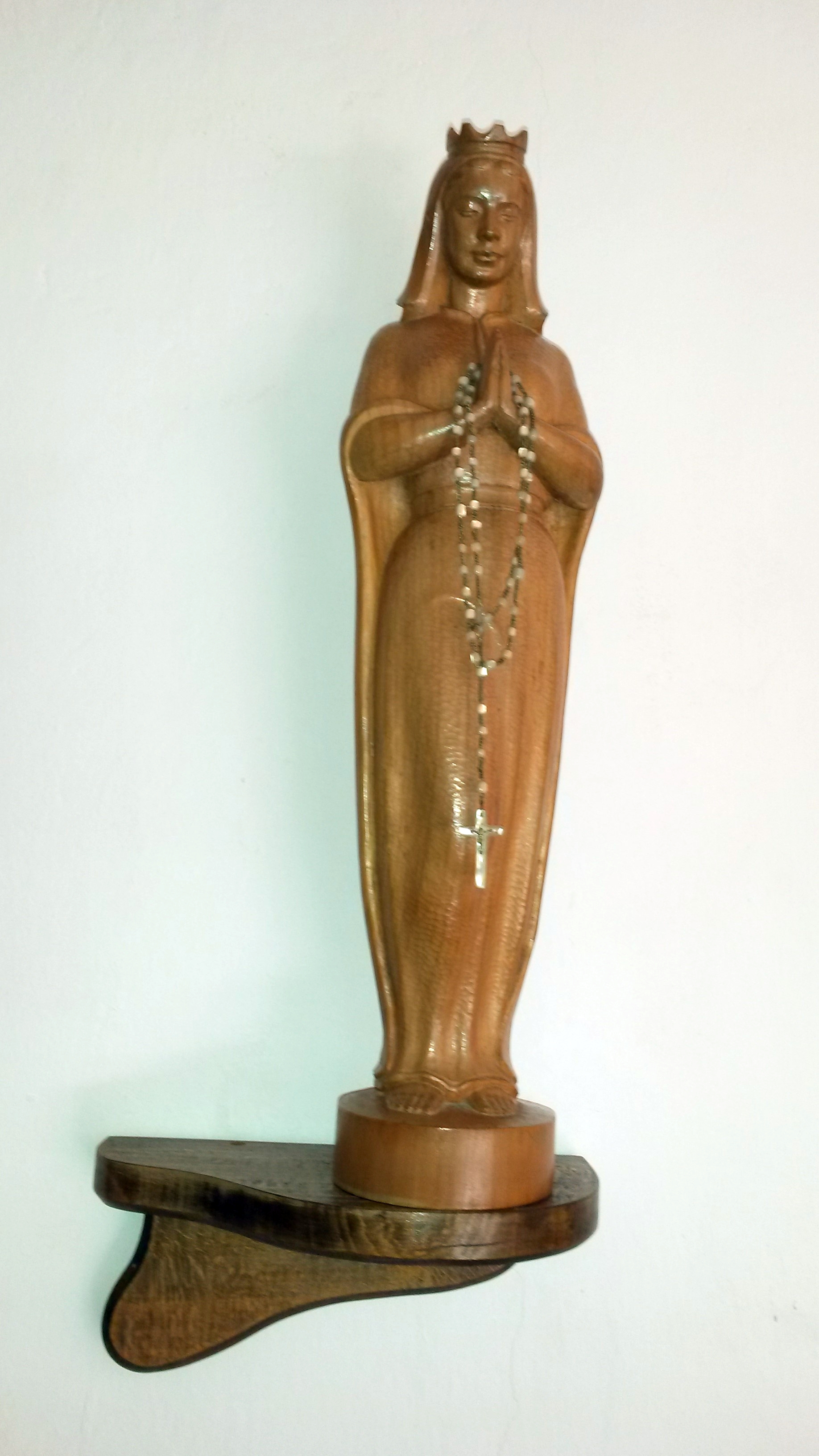
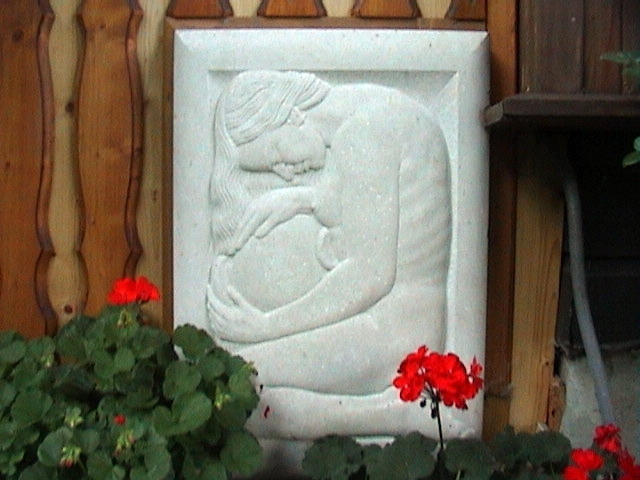

- Gemeinsame Normdatei: 1059788810
- Virtual International Authority File: 311416440
- WorldCat: E39PBJg4rxhTCk9DHpPg8rQrMP